# 农夫山泉

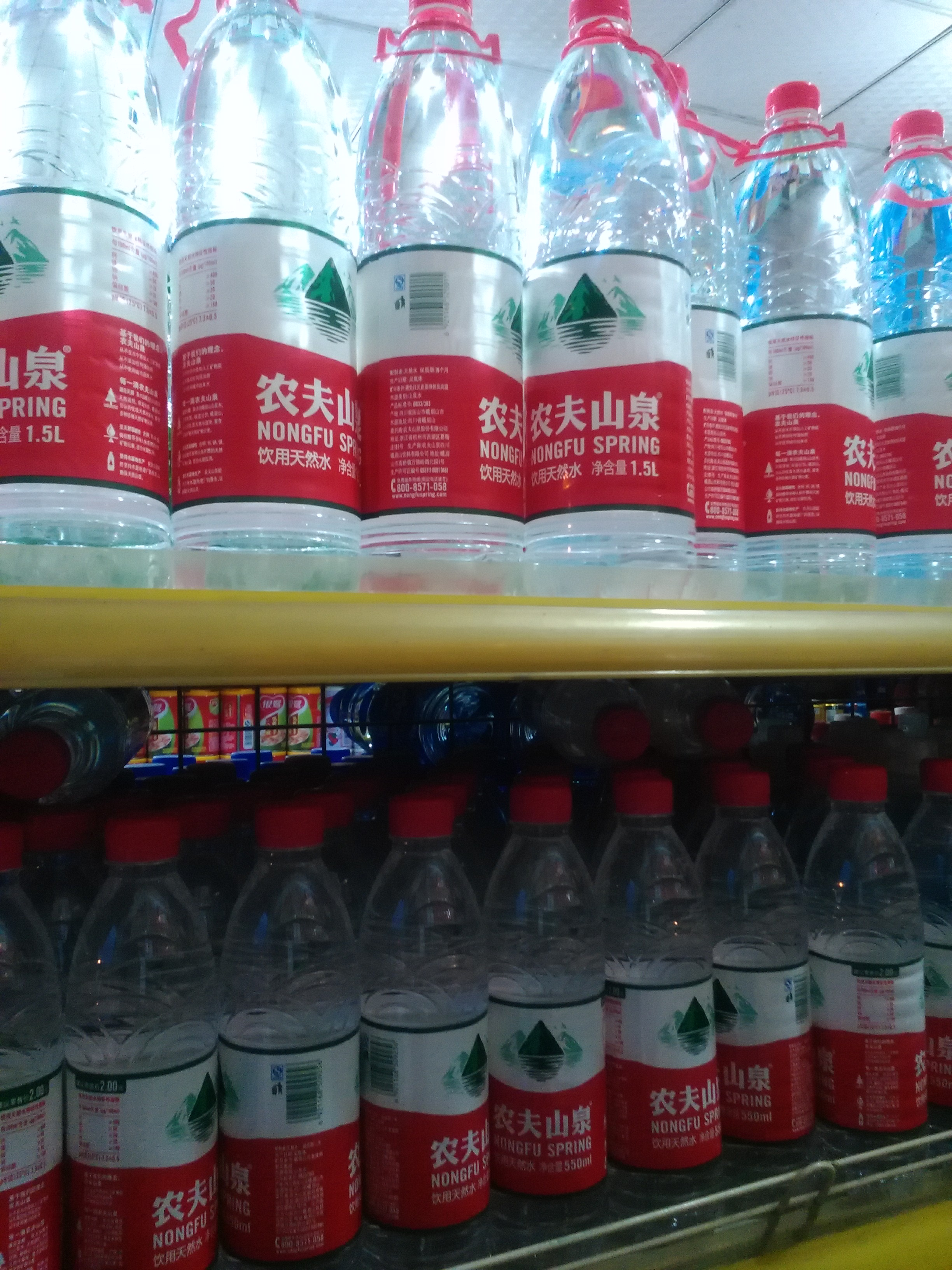
农夫山泉瓶装水

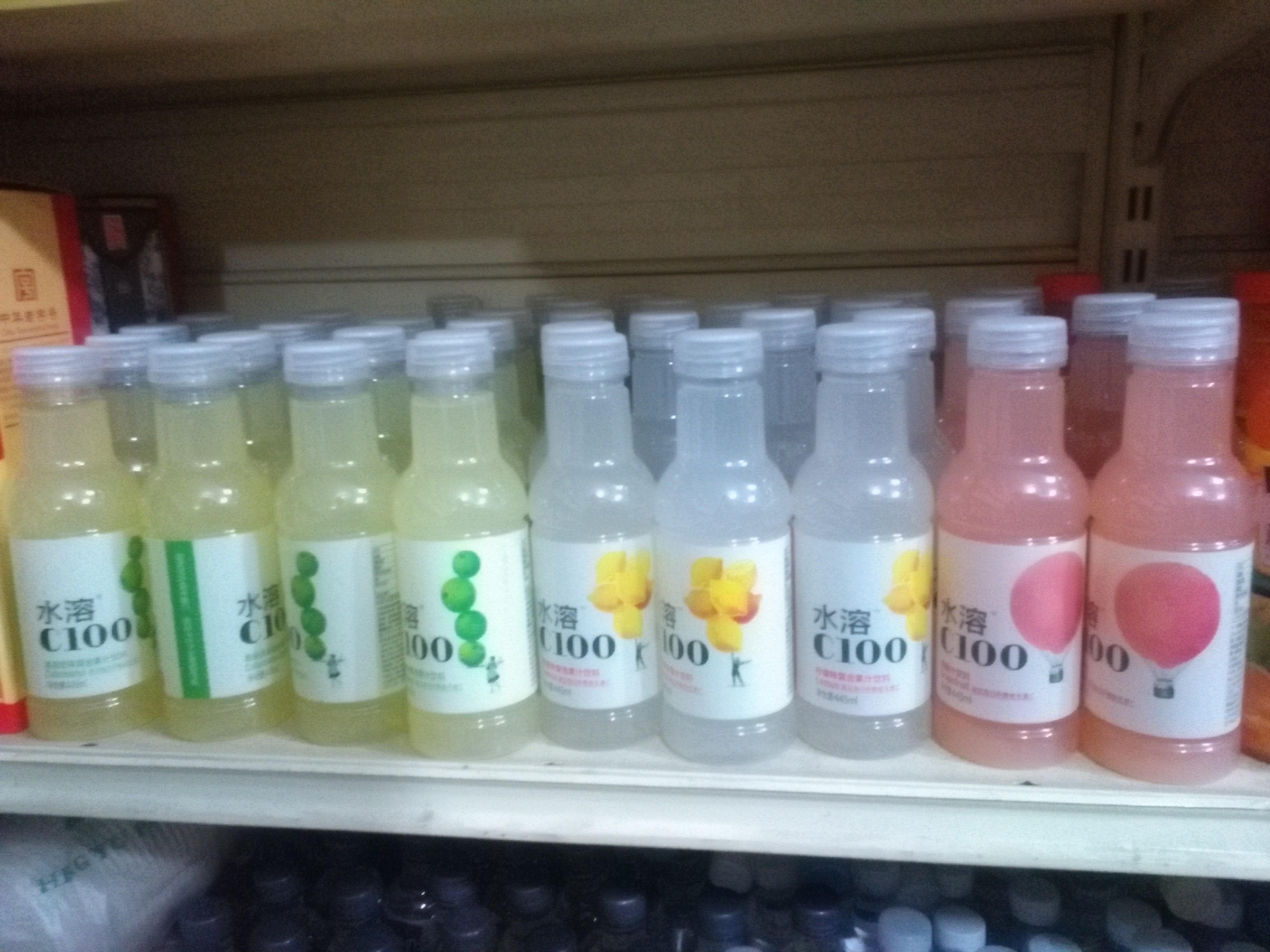
水溶C100

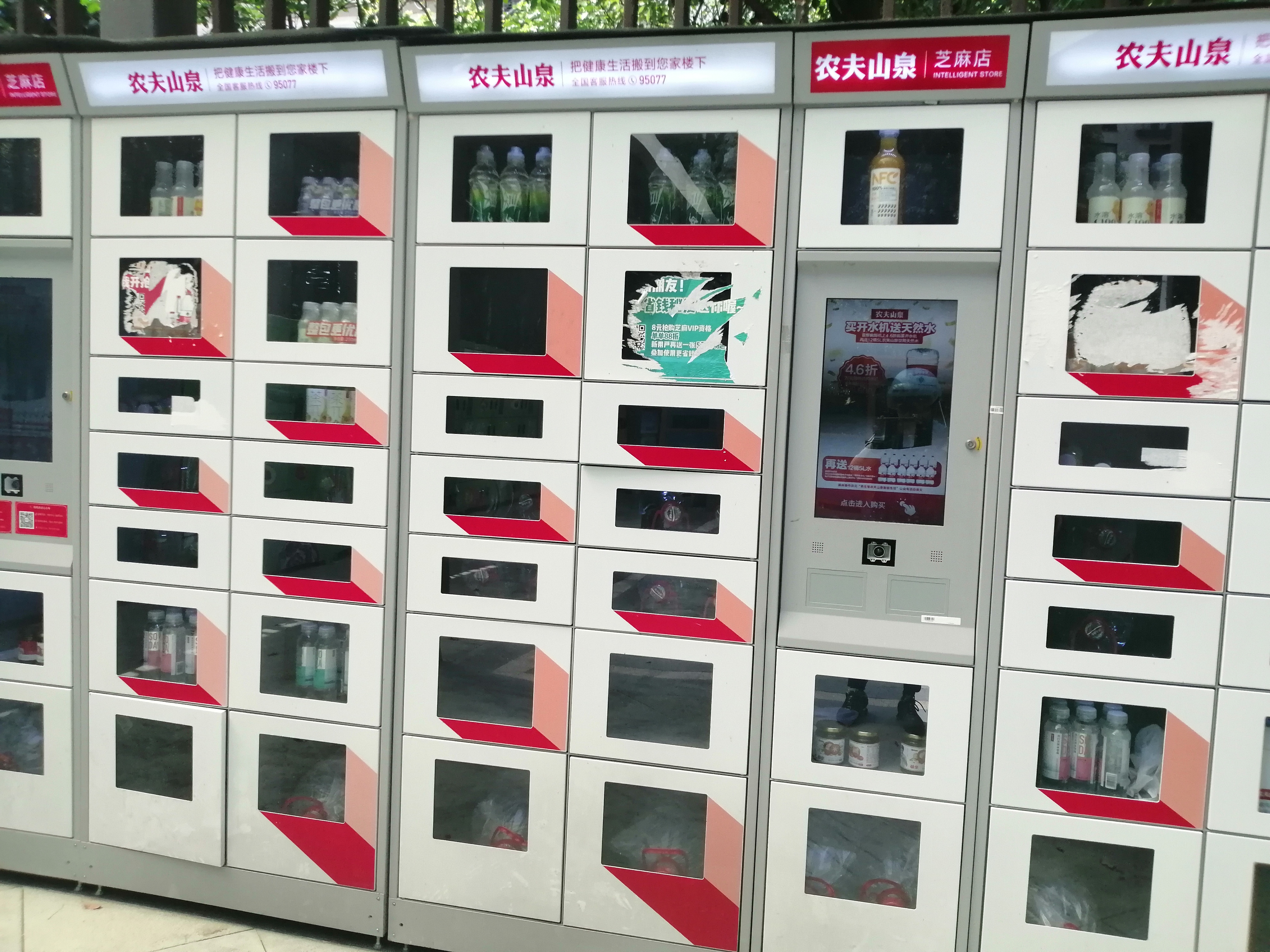
农夫山泉自动售货机

农夫山泉股份有限公司（英語：Nongfu Spring Co., Ltd.，港交所：9633）是中国浙江省一家主要從事饮用水和饮料生产的民營企業，成立于1996年9月26日，原名为浙江千岛湖养生堂饮用水有限公司，所在地为杭州，是养生堂有限公司旗下的控股公司，董事长为钟睒睒。
公司拥有“农夫山泉”等中国著名品牌，该品牌在2023年占据中国大陆饮用水市场份额的26.5%，位居行业首位。

## 历史
1996年9月26日，新安江养生堂饮用水有限公司成立。1997年6月，4L装农夫山泉上市。2000年4月24日，农夫山泉向业界宣布不再生产纯净水，转而全部生产天然水。2001年，农夫山泉和北京申奥委联合推出“一分钱”公益活动。以刘璇和孔令辉为代言人，提出“再小的力量也是一种支持”、“从现在起，买一瓶农夫山泉，你就为申奥捐出一分钱”。通过大量的广告营销，农夫山泉的销量逐年递增，超越竞争对手娃哈哈。2003年，在吉林长白山发现优质天然水源“错草泉”。该水源周围10平方公里无人居住。泉水涌自玄武岩裂缝，常年水温9±2℃，清纯甘冽。2018年农夫山泉收入209.11亿人民币，盈利36.16亿，总资产200.75亿元，净资产144.11亿元，市场占有率28.3%。2020年4月29日，农夫山泉向港交所提交上市申请，9月8日正式挂牌上市。

## 产品
- 其传统产品主要为瓶装矿泉水，水源地最早设在中国一级水资源保护区浙江千岛湖，取深层湖水；后相继在吉林长白山矿泉水保护区、湖北丹江口水库、广东万绿湖、四川峨眉山等地设厂取水。
  - 2024年4月之后，推出不同颜色包装做品牌区分，红色包装为“饮用天然水”，新出的绿色包装为“饮用纯净水”。[5][6]
- 2003年又推出以“农夫果园”为品牌的混合果汁饮料；
- 其它产品还有“尖叫”、“农夫茶（东方树叶）”、“农夫汽水”、“水溶C100”、“茶π”、“打奶茶”、“炭仌”等饮料。[7]
- 2018年8月，农夫山泉开始跨界发展，推出大米系列产品。之后又推出了运动饮料、植物蛋白类酸奶、面膜、身体乳、咖啡、咖啡机等产品[8]。

## 争议事件

### 水仙花实验事件
2000年4月，农夫山泉通过“水仙花”实验证明用纯净水浇灌水仙花的生长速度比天然水的慢。钟睒睒宣布，因“科学实验证明纯净水对人体健康无益”，农夫山泉不再生产纯净水，只生产天然水。之后娃哈哈、乐百氏、景田等69家企业联合发表声明称，水仙花实验是对“消费者的愚弄和误导”，认为农夫山泉“用偷梁换柱、伪科学的手段从整体上否定和贬低纯净水”，是不正当竞争。最终农夫山泉被罚款20万元。

### 农夫山泉与京华时报互相起诉事件
2013年4月10日到5月7日，《京华时报》以67个版面、76篇报道，直指农夫山泉水质“标准不如自来水”。农夫山泉通过官方微博反驳。《京华时报》记者称都是客观报道。4月28日，农夫山泉向北京市第二中级人民法院提起诉讼，根据当时已产生的损失向北京某时报索赔6000万。5月6日，农夫山泉在京召开新闻发布会，宣布关闭北京工厂，3个月后不再向当地提供桶装水。《京华时报》多名记者到场，双方在会场发生争论，发布会现场一度混乱，有其他记者称现场为一场“闹剧”。此后，《京华时报》在朝阳区人民法院反诉农夫山泉，称农夫山泉在公开声明中说《京华时报》“信口开河”，损坏了《京华时报》的名誉权，要求为其恢复名誉，消除影响，并赔偿经济损失1亿元。此后，农夫山泉把起诉标的提高到了2亿元。朝阳区人民法院于7月23日和8月6日分别受理了《京华时报》社诉农夫山泉股份有限公司和农夫山泉股份有限公司诉《京华时报》社两起名誉权纠纷案，并于11月29日合并开庭审理。11月4号，农夫山泉向国家新闻出版广电总局举报中心递交举报材料，称《京华时报》今年4月10日至5月7日连续发表针对农夫山泉的负面新闻，捏造事实，进行虚假报道，对公司造成严重损害。国家新闻出版广电总局对此表示受理。2014年4月10日，网上爆料《京华时报》曾报道农夫山泉事件的记者李斌被检察院带走，与李斌接触过的多家企业的多位人士也已经接受过询问。《京华时报》回应称，李斌早已离职，已不是《京华时报》记者。2014年4月16日，农夫山泉与《京华时报》的名誉侵权纠纷案件在北京市朝阳区人民法院第二次开庭，而在长达5个小时（上、下午）的庭审后，举证工作仍未完成。2017年6月13日，農夫山泉撤訴，稱此舉僅表達「對法律秩序的失望和無奈」。

### 农夫山泉水污染事件
2013年上半年，因遭到合作交易拒绝，《21世纪经济报道》开始对农夫山泉进行一系列负面批评。2013年3月8日，《21世纪经济报道》发布消费者李女士投诉称所购买多瓶未开封农夫山泉380ml饮用天然水中出现黑色不明物。3月15日，农夫山泉通过其官方微博回应称获悉此事后，已将相关产品送检第三方权威检测机构，结果显示符合国家各项安全指标。随后，一个名为“中国饮用水之殇”的网页出现在了网络上。网页罗列了中国近十年几乎所有的水污染事件，包括：大气水污染、酸雨、城市水污染、地下水污染、管道污染等等。网页呈现了一派中国的大自然已经被破坏殆尽，中国处处都有水污染的图片，并以醒目的大标题指出“大自然搬运过来的水你还敢喝吗”。而据农夫山泉介绍，他们从3月开始关注到有竞争对手在全国范围分发以“大自然搬运过来的水你还敢喝吗？”为主体的宣传单页。3月25日，《21世纪经济报道》继续发布《农夫山泉丹江口水源地垃圾围城，水质堪忧》等文章。随后，中国网记者采访了农夫山泉新闻发言人周力。周力表示新闻中的图片有不实成分，并称商业竞争不能以消费者对食品安全的恐慌为代价。4月，农夫山泉被指责饮用水不符合国家标准。随后的3个月内，农夫山泉因继续拒绝《21世纪经济报道》合作，后者对农夫山泉的水源、质量标准等问题总共做了19篇负面报道。因此农夫山泉遭受巨大质疑，销售受到很大影响，据估算利润损失达数亿元。2014年9月，21世纪报系总编沈颢、总经理陈东阳25日下午被上海市公安局带走。2015年，21世纪网被责令停办，《理财周报》被吊销出版许可证，《21世纪经济报道》被责令整顿。

### 毁林施工事件
2020年1月，媒体曝光農夫山泉公司未經審批，在福建武夷山国家公园內連夜施工，動用大型機械破壞植被。中国中央电视台記者此後到實地進行了走訪調查，但農夫山泉方面卻以“不方便”為由拒絕了採訪，而警方已經就毀林一事立案调查。1月15日下午，农夫山泉发表声明称，公司取水点不在武夷山国家公园范围内，项目手续合法合规。而网上流传的部分举报图片系摆拍，存在刻意误导情况。而在早前，农夫山泉多次爆发“水源地危机”。2009年，农夫山泉的千岛湖核心水源，被指“不适合饮用，只适用于工业用水”。2013年，农夫山泉380ml飲用天然水被指水中现黑色不明物，但公司回应，黑色不明物是矿物盐析出。同年，农夫山泉丹江口水源地被指“垃圾围城”，其中不乏疑似医用废弃药瓶。2018年，农夫山泉欲在新西兰购置水源地，但遭到万人抵制。

### 产品原料来源事件
2021年6月26日，有网友发文质疑农夫山泉推出的拂晓白桃风味苏打气泡水使用日本福岛出产的“ATAKUTI桃”（拂晓白桃）。该产品的宣传中，反复强调其使用的“拂晓白桃产自日本福岛县”，然而自福岛第一核电站事故以来，中华人民共和国政府便禁止来自福岛的食材进口至今，且官方及民间也普遍对可能受到核污染的部分日本食品有抵触情绪。6月27日，农夫山泉发表声明称，拂晓白桃风味苏打气泡水的配料中没有来自日本福岛的食材，这一口味只是由厂商使用其它原料配制而成的，并要求相关平台删除质疑文章。不过农夫山泉的回应反而又引发了对其虚假宣传的质疑。

### 包装争议事件
2024年3月3日，在娃哈哈创始人宗庆后去世后，钟睒睒在农夫山泉微信公号发表题为《我与宗老二三事》的文章，引发舆论风波，之后中国大陆上出现了大量辱骂农夫山泉及其董事长钟睒睒的文章和影片，导致农夫山泉产品销量大幅下降，部分电商通路的日销售额跌幅更是超九成，农夫山泉抖音官方旗舰店一度停播10天；其股价也大幅下跌，7个交易日蒸发约270亿港元。随着舆论持续发酵，有消息称江苏常州两家7-Eleven下架了农夫山泉。对此江苏7-Eleven切割炒作指控，表示此事系门市员工个人行为，不代表公司总部立场。另有消费者又称，农夫山泉旗下的东方树叶绿茶饮料存在思想问题，比如一直推出包装的日式抹茶產品等等“媚日”行為，但隨後這些網民就被斥責是無知發起了胡亂指控，因為抹茶實際上早就起源於唐宋時代的流行，是一起根本沒了解飲料史以至於認不得自己茶文化的荒唐鬧劇，而對此農夫山泉也澄清包装上的建筑图案類似現在的日本建築，是因為根据當時僅有這樣的寺庙工藝所做的古代中国建筑形象艺术创作。3月7日，微信公众号“基本常识”將此次事件與莫言被起訴相提並論並谴责：“他们本质上是商业恐怖分子，是文学恐怖分子，是娱乐恐怖分子，他们威胁的是每一家守法经营的企业，迫害的是每一位用心创作的文学家，摧毁的是我们每个人的正常生活”，反对用爱国主义攻击私营企业和个人的做法。部分网民和网评员将农夫山泉、莫言和清华大学并称为“新三害”，惟相关文章已被删除。3月13日，钟睒睒聲稱自己被莫名网暴而導致其母去世。5月20日，农夫山泉微博公开20条自2月25日以来针对农夫山泉和钟睒睒的谣言，并表示将采取法律行动。

### 香港消委会评测争议
2024年7月15日，香港消费者委员会（消委会）发布《選擇》月刊测试文章，评测市面售卖的30款瓶装水，其中指农夫山泉和百岁山样本的溴酸盐（bromate）为每公升3微克，以「天然礦泉水」标准而言，达到了欧盟訂定適用於經臭氧處理的天然礦泉水和泉水中的溴酸鹽的最大限值，即每公升3微克；文章中将测试样本歸類为「蒸馏水和纯净水」与「天然礦泉水」两个類別。消委會職員鑑於农夫山泉其成分列表上所標示的4款礦物質含量與「天然礦泉水」相近，遂根據該樣本的產品名稱 ( 农夫山泉饮用天然水 ) 及標籤資料等，將「農夫山泉」歸類為「天然礦泉水」。（但没有指明测试样本使用的产品類別；后续报道附图显示为红色包装的“饮用天然水”），并在原文后引述溴酸盐的不适反应 ( 攝入大量溴酸鹽可引致噁心、腹瀉、嘔吐及腹痛。情況嚴重者，腎臟及神經系統也會受到影響 ) 与致癌风险；由于对于溴酸盐的限制，「天然礦泉水」類別比「蒸馏水和纯净水」類別更为严格，而按照「蒸馏水和纯净水」的類別下，农夫山泉作为纯净水的话则远低于限值标准（每公升10微克）。
7月16日，农夫山泉公司向消委会发出律师信，表示其产品为“饮用天然水”，认为测试引用标准有误，并引述溴酸盐的后果，“顯示了明顯有意圖的引導性”，引起消费者恐慌，也对其造成巨大损失，要求消委会澄清并道歉。报道引述消委会确实收到来信，之后的各种宣传媒介都表示所有样本可安心饮用，指“文章重點並非在於產品有安全問題，而是樣本的性價比及瓶裝水的膠樽對環境所構成的影響”。另有报道另一个品牌百岁山也提出交涉。
7月18日，消委会发文 ，「與『農夫山泉』的代表會面和作深入交流後，了解到有關產品既不是『天然礦泉水』，亦非『純淨水』，而是『飲用天然水』，而該公司採用的標準為其生產地，即內地的《食品安全國家標準包裝飲用水》（GB19298-2014）。就此，本會將該樣本改列為一獨立類別『飲用天然水』並重新評分。」「至於溴酸鹽方面，本會根據歐盟有關飲用水的溴酸鹽最大限值為每公升10微克計算，此限值與《食品安全國家標準包裝飲用水》（GB19298-2014）一致，而該樣本的檢出量（每公升3微克）屬『飲用水』準則值範圍內，並遠低於上述準則值，可以安全飲用。重新評分後，該樣本的整體表現由4.5星調整至5星。」「世界衞生組織已把飲用水的溴酸鹽含量上限訂為每公升10微克，如不超過此上限，則對健康構成威脅的可能性不大。」 重申「是次測試的全部樣本（包括農夫山泉該樣本）均可安心飲用」，消委会又為今次測試「因樣本歸類出現落差而引起的誤會，表示抱歉」。農夫山泉回應指，已收悉消委会的澄清，測試結果充分顯示農夫山泉產品全面符合相關標準，可以安全飲用，稱將持續為香港市場提供安全、優質的產品和服務。
食物安全專家委員會委員、香港食品創科科技中心項目總監方麗影表示，消委会現時做法是「補鑊」，無論「農夫山泉」歸入甚麼分類，以歐盟「飲用水」每公升10微克溴酸鹽的準則值計算合理，斥消委会過去多次嘩眾取寵，嚇怕市民，希望今次汲取經驗，中肯地解讀資料。職業訓練局（VTC）機構成員香港高等教育科技學院 ( THEi 高科院 ) 則同日發表聲明，指「（2024 年 7 月 18 日，香港）本院校發現方麗影博士以香港高等教育科技學院副教授名義接受香港媒體訪問，並發表評論。本院校特此聲明方麗影博士為本學院之食品及健康科學學系前副教授，已於2023年9月1日離任，今後方麗影博士在外之一切華洋轇轕，概與本院校無關，特此聲明。」